# AZS AGH Kraków
Klub Uczelniany Akademickiego Związku Sportowego Akademii Górniczo-Hutniczej w Krakowie – wielosekcyjny uczelniany klub sportowy działający przy Akademii Górniczo-Hutniczej w Krakowie. Został założony w 1952 roku.

## Działalność
KU AZS AGH jest największym klubem AZS w środowisku krakowskim i jednym z największych w Polsce.
Corocznie zawodnicy KU AZS AGH Kraków rywalizują w zawodach na szczeblu lokalnym – Małopolskiej Lidze Akademickiej – i krajowym – Akademickich Mistrzostwach Polski.
W sezonie 2015/2016 został Akademickim Mistrzem Polski  po raz trzeci (w tym drugi raz z rzędu) zdobywając punkty w 43 dyscyplinach.
KU AZS AGH to także organizator Lig Międzywydziałowych w grach zespołowych.

## Zespoły ligowe
- AZS AGH Kraków – drużyna badmintona uczestnicząca w rozgrywkach krajowej Ekstraklasy która jest najwyższą klasą rozgrywkową tej dyscypliny w Polsce.
- AGH Galeco Wisła Kraków – kobieca drużyna siatkówki uczestnicząca w rozgrywkach I ligi siatkówki kobiet.
- AZS AGH Kraków – męska drużyna siatkówki uczestnicząca w rozgrywkach II ligi siatkówki mężczyzn.
- AZS AGH  Kraków – męska drużyna koszykarska uczestnicząca w rozgrywkach I ligi.
- AZS AGH Kraków - męska drużyna piłki ręcznej uczestnicząca w rozgrywkach I ligi.